# Shajovskaya
Shajovskáya (en ruso: Шаховска́я) es una localidad del óblast de Moscú, en Rusia. Centro administrativo del raión homónimo, está ubicada 154 km al oeste de Moscú. Cuenta con una población de 10 323 habitantes (2010).
El pueblo fue fundado en 1901, durante la construcción del ferrocarril Moscú-Vindava. Se convirtió en centro administrativo el 4 de agosto de 1929, cuando se fundó el óblast de Moscú. Adquirió el estatus de pueblo (posiolok) en 1958.
Shajovskáya se encuentra en la autopista M9 (Moscú–Riga) y cuenta con la estación Shajovskáya del ferrocarril Moscú-Riga.